# Abluation
Als Abluation (von lat. abluere 'abwaschen', 'fortspülen') wird in der Geomorphologie die oberflächliche Abspülung von Feinsediment bezeichnet, wie sie durch aus Schneeflecken austretendes Schmelzwasser oder auch durch sommerliche Regenfälle unter periglazialen Bedingungen zustande kommt. Im ersten Fall ist die Abluation Teil des komplexen Prozesses der Nivation. Sommerliche Schmelzwässer treten in Periglazialgebieten während der Auftauperiode regelmäßig auf, was denn zu regelhaft wiederholten Abspülungen führt. Das abgespülte Sediment wird unterhalb der Schneeflecken wieder abgelagert in Form von Fächern oder in kleinen Depressionen. Die entsprechenden Ablagerungen werden als abluate Sedimente bezeichnet. 